# Akil
Akil, es una localidad del estado de Yucatán, México, cabecera del municipio homónimo La cual cuenta con diversas zonas turísticas, así como diversas tradiciones; una de sus tradiciones más populares son los juegos de verano, la cual se lleva a cabo a inicios de julio y termina a finales de agosto. Akil cuenta con diversos monumentos, como lo son, el monumento a los 100 años, la antorcha de los juegos de verano, el monumento al campesino y a los Ejidatarios y el monumento a las mujeres.
Akil se ubica aproximadamente a 70 kilómetros al sureste de la ciudad de Mérida, capital del estado y 15 km al norte de a ciudad de Tekax.

## Toponimia
El toponímico Akil significa en idioma maya "el lugar del bejucal", ya que proviene de aak', bejuco y el sufijo il que refiere cantidad.

## Datos históricos
Akil está enclavado en el territorio que fue la jurisdicción de los Tutul Xiúes antes de la conquista de Yucatán.
Sobre la fundación de la localidad no se conocen datos precisos antes de la conquista de Yucatán y se cree que no había poblamiento del lugar sino hasta la llegada de los europeos. 
En 1848, el 15 de agosto, tuvo lugar en Akil una de las más cruentas batallas de la guerra social de Yucatán, la denominada guerra de castas. Esta batalla fue librada por los rebeldes mayas encabezados por Jacinto Pat y la primera división del ejército yucateco al mando del coronel José Dolores Cetina que tuvo que replegarse ante el embate del enemigo.
En 1825, después de la independencia de Yucatán, Akil formó parte del Partido de la Sierra Alta, con cabecera en Tekax. 
El 31 de marzo de 1919  Akil se erige en la cabecera del municipio libre homónimo.

## Sitios de interés turístico
En Akil se encuentra el templo de Santa Inés, construido en el siglo XVI.
Hay también, en las inmediaciones, yacimientos arqueológicos de la cultura maya precolombina que llevan el nombre de Sac-nicté y Akil. Ambos tienen la impronta del estilo Puuc.